# Margot (ópera)
Margot es una ópera compuesta por Joaquín Turina con libreto de María de la O Lejárraga. Interpretada por primera vez en 1914, lleva el subtítulo «comedia lírica en tres actos», los cuales fueron reducidos a dos en versiones posteriores.

## Historia

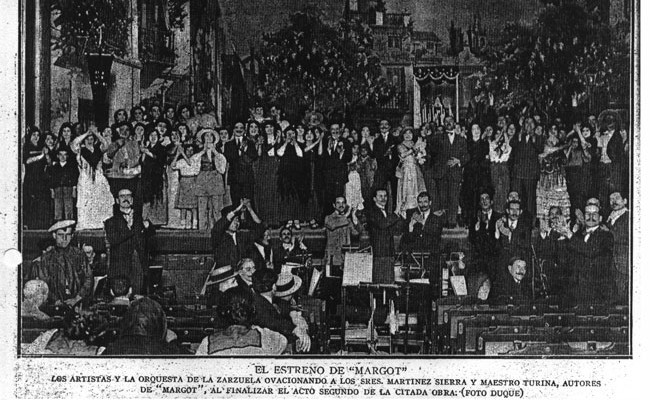
Fotografía tomada el día del estreno

Margot es una de las varias colaboraciones de Joaquín Turina con el matrimonio conformado por María Lejárraga y Gregorio Martínez Sierra, entre las que también se incluyen música para las obras teatrales La mujer del héroe (1916) y La adúltera penitente (1917), así como la ópera Jardín de Oriente (1922).
La partitura original de Margot fue terminada el 25 de agosto de 1914 en Sanlúcar de Barrameda (Cádiz) y la obra se estrenó en el Teatro de la Zarzuela de Madrid el 10 de octubre del mismo año. Las crónicas de aquella representación elogian la música, mientras que critican el argumento por falta de originalidad. Esto concuerda con las notas de Turina, quien dejó escrito «Fracaso del libro y éxito de la música», mientras que, según Lejárraga, las protestas del público comenzaron desde el preludio. Posteriores a esta representación, se tiene constancia de dos funciones en Zaragoza en febrero de 1915, cuatro en Sevilla en mayo y, al año siguiente, en Buenos Aires y Montevideo.
Aunque desde entonces solo se ha interpretado en versión de concierto, destacando los celebrados en Córdoba, Sevilla y Madrid entre 1999 y 2000 con motivo del 50.º aniversario del fallecimiento de Turina, existen varias adaptaciones para banda de música de la música de la escena Plazoleta de Sevilla en la noche del Jueves Santo que se suelen interpretar, a modo de marcha procesional, en la Semana Santa de Andalucía con el nombre de Margot.

## Argumento
La ópera trata sobre el triángulo amoroso entre José Manuel, su novia Amparo y la cabaretista parisina Margot. José Manuel conoce a esta en un viaje a la capital de Francia y se enamora de ella; no obstante, al volver a su Sevilla natal se compromete con Amparo. Margot viaja a Sevilla durante la Semana Santa y se encuentra con la pareja en la noche de Jueves Santo. En ese momento, José Manuel se aparta para hablar con Margot y declararle su amor. Finalmente, tras varias semanas en las que continuaron viéndose, durante la Feria de Abril Margot es rechazada por su pretendiente, quien acaba eligiendo a Amparo.

## Grabaciones
Radiotelevisión Española efectuó grabaciones magnetofónicas de las versiones de concierto interpretadas en Sevilla y Madrid en 1999 y 2000, respectivamente. Además, las adaptaciones para banda de música, usadas como marcha procesional, han sido grabadas en varias ocasiones en CD.